# Brachypelma
Brachypelma ist eine mittelamerikanische Gattung von 18 bodenbewohnenden Vogelspinnen-Arten (Stand: April 2017). Diese Vogelspinnenarten sind meist sehr farbenreich gezeichnet und sind deshalb bei Terrarienhaltern sehr beliebt. Alle Vertreter dieser Gattung sind heute per CITES-Anhang II geschützt.

## Merkmale
Brachypelma-Arten haben meist einen fast schwarzen bis gelborangen Körper und orangebraune bis gelbe Haare. Die Beine sind oft lebhaft braun, orange, rot oder gelb gefärbt. Die Gattung zeichnet sich durch federartige Haare am Trochanter und an der Unterseite des Femur aus.

## Vorkommen und Lebensweise
Spinnen der Gattung Brachypelma kommen in Mittelamerika von der mexikanischen Pazifik- und Golfküste bis nach Costa Rica vor. Sie legen im Schutz von Vegetation oder Steinen Erdbauten an, die sie in längeren Ruhephasen mit einem Pfropf verschließen, der aus mit Spinnenseide verbundener Erde und Laub besteht. Nach einem horizontalen Gang folgt die Häutungskammer, aus der ein vertikaler Gang in eine Fress- und Ruhekammer führt.
Die Häutung findet am Ende der Trockenzeit von Juni bis September statt. Männchen erreichen die Geschlechtsreife mit sieben bis acht Jahren und leben nach der letzten Häutung selten mehr als ein Jahr, Weibchen können nach dem Erreichen der Geschlechtsreife mit neun bis zehn Jahren bis zu zehn weitere Jahre leben.
Aufgrund ihrer auffälligen Färbungen und der relativ einfachen Haltung sind Spinnen der Gattung Brachypelma beliebte Terrarientiere. Wegen der Habitatvernichtung sowie der sehr hohen Verlustrate der Tiere bis zur Geschlechtsreife wurden alle Arten der Gattung in den CITES-Anhang II aufgenommen. Das heißt, dass der Im- und Export der Tiere genehmigt werden muss.

## Systematik

Verbreitung der Brachypelma-Arten in Mexiko:
██ Brachypelma albiceps
██ Brachypelma auratum
██ Brachypelma baumgarteni
██ Brachypelma boehmei
██ Brachypelma emilia
██ Brachypelma hamorii
██ Brachypelma klaasi
██ Brachypelma smithi
Im Süden und Südosten liegt das Verbreitungsgebiet zweier Tliltocatl-Arten, die früher Brachypelma zugeordnet wurden:
██ Tliltocatl epicureanum
██ Tliltocatl vagans

Zu der Gattung gehören 8 Arten (Stand: Juli 2024).
- Brachypelma albiceps Pocock, 1903
- Brachypelma auratum Schmidt, 1992; Mexico, (dt. Trivialname: Rotbein-Vogelspinne)
- Brachypelma baumgarteni Smith, 1993
- Brachypelma boehmei Schmidt & Klaas, 1993; Mexico
- Brachypelma emilia White, 1856; Mexico, (dt. Trivialname: Orangebein-Vogelspinne)
- Brachypelma hamorii Tesmoingt, Cleton & Verdez, 1997
- Brachypelma klaasi (Schmidt & Krause, 1994)
- Brachypelma smithi F. O. P.-Cambridge, 1897; Mexico, (dt. Trivialname: Mexikanische Rotknie-Vogelspinne)

Auch Brachypelma hamorii gehört in diese Gruppe, wobei ihr eigenständiger Artstatus durch Rudloff bestritten wurde. Er vermutete, dass es sich hier um ein Juniorsynonym von B. smithi handelte. Der Artstatus wurde aber 2017 von Mendoza und Francke bestätigt.
Der Arachnologe Jan-Peter Rudloff teilte die Gattung aufgrund der Färbungen in zwei Gruppen ein. Sie hatten keine taxonomisch weiteren Merkmale und waren deshalb keine kladistisch begründeten Gruppen. Die Arten in der Emilia-Gruppe zeigen Ähnlichkeiten mit Brachypelma emilia. Sie haben unterschiedlich gefärbte Körperteile und häufig gebänderte Extremitäten.
Die Vagans-Gruppe hat Ähnlichkeiten mit Brachypelma vagans. Sie haben eine gleichmäßige, dunkle bis schwarze Grundfärbung.
Zur Vagans-Gruppe gehören folgende 10 Arten:
- Brachypelma albopilosum Valerio, 1980; Costa Rica, (dt. Trivialname: Kraushaar-Vogelspinne)
- Brachypelma aureoceps (Chamberlin, 1917)
- Brachypelma epicureanum (Chamberlin, 1925)
- Brachypelma fossorium Valerio, 1980
- Brachypelma kahlenbergi Rudloff, 2008
- Brachypelma sabulosum (F. O. Pickard-Cambridge, 1897)
- Brachypelma schroederi Rudloff, 2003
- Brachypelma vagans Ausserer, 1875; Mexico, Zentral-Amerika, (dt. Trivialname: Schwarzrote Vogelspinne)
- Brachypelma verdezi Schmidt, 2003

sehr wahrscheinlich gehört auch Aphonopelma baergi in diese Gruppe, die zwar im World Spider Catalog immer noch in der Gattung Aphonopelma geführt wird.
Die Arten B. epicureanum, B. kahlenbergi, B. sabulosum, B. vagans können als Vogelspinnen mit schwarzer Grundfärbung und längeren roten Haaren auf dem Opisthosoma charakterisiert werden. Sie können dadurch leicht miteinander verwechselt werden. Für die taxonomische Unterscheidung müssen daher immer noch zusätzliche Kriterien herangezogen werden, wie beispielsweise Form und Aussehen der Geschlechtsteile. Ebenso kann der genaue Fundort Hinweise zur Artbestimmung geben.

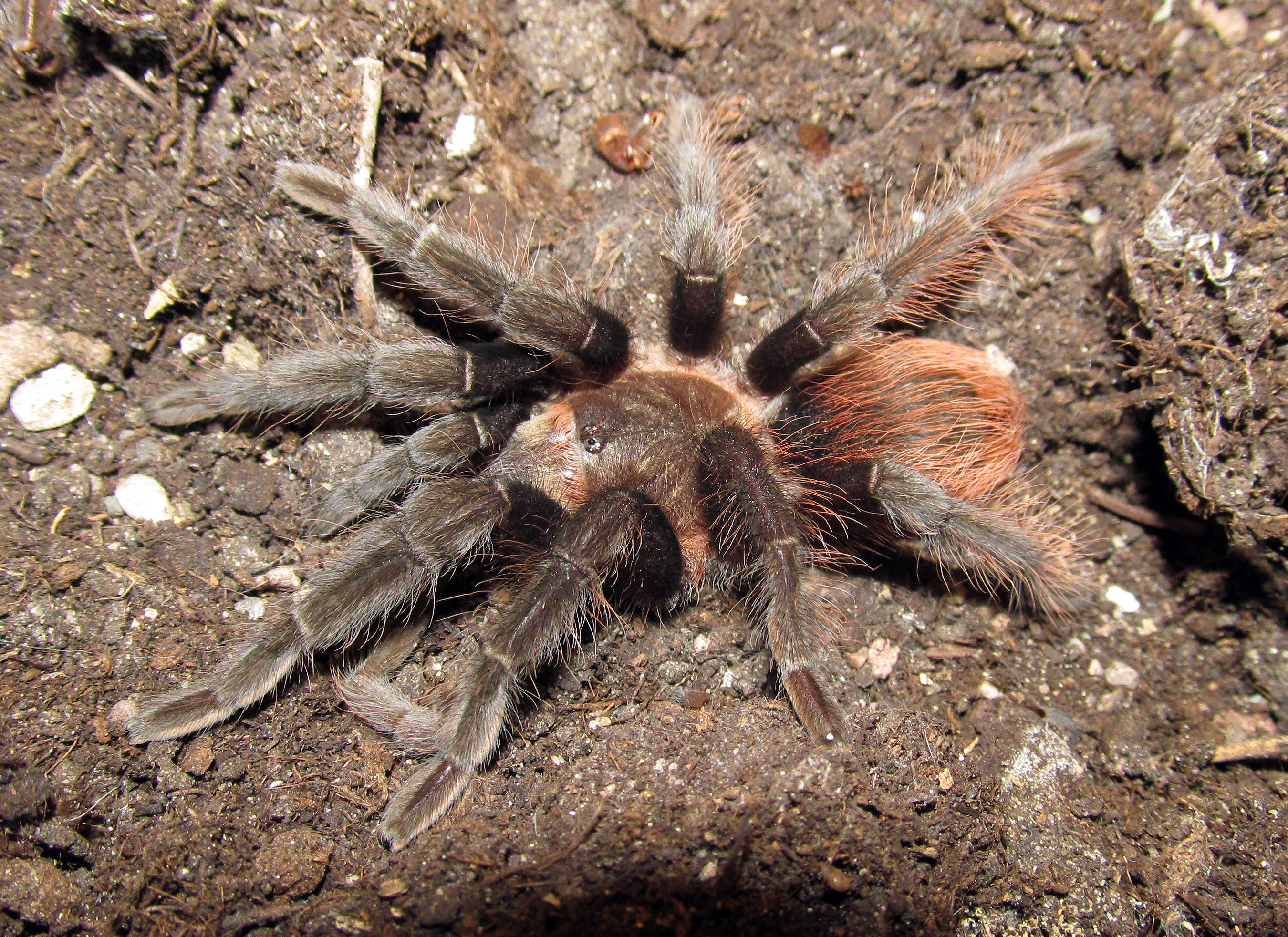
Brachypelma vagans
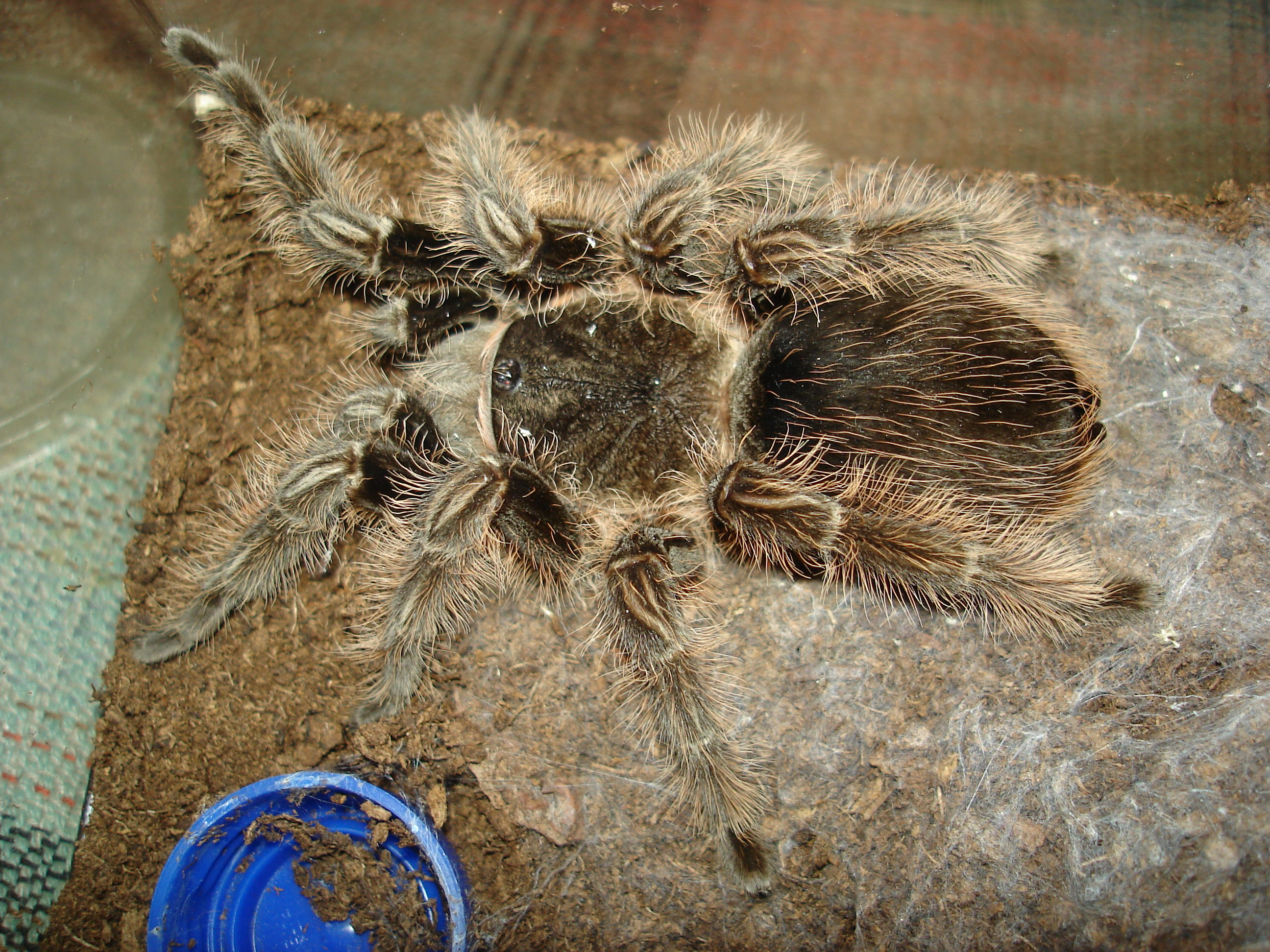
Brachypelma albopilosum

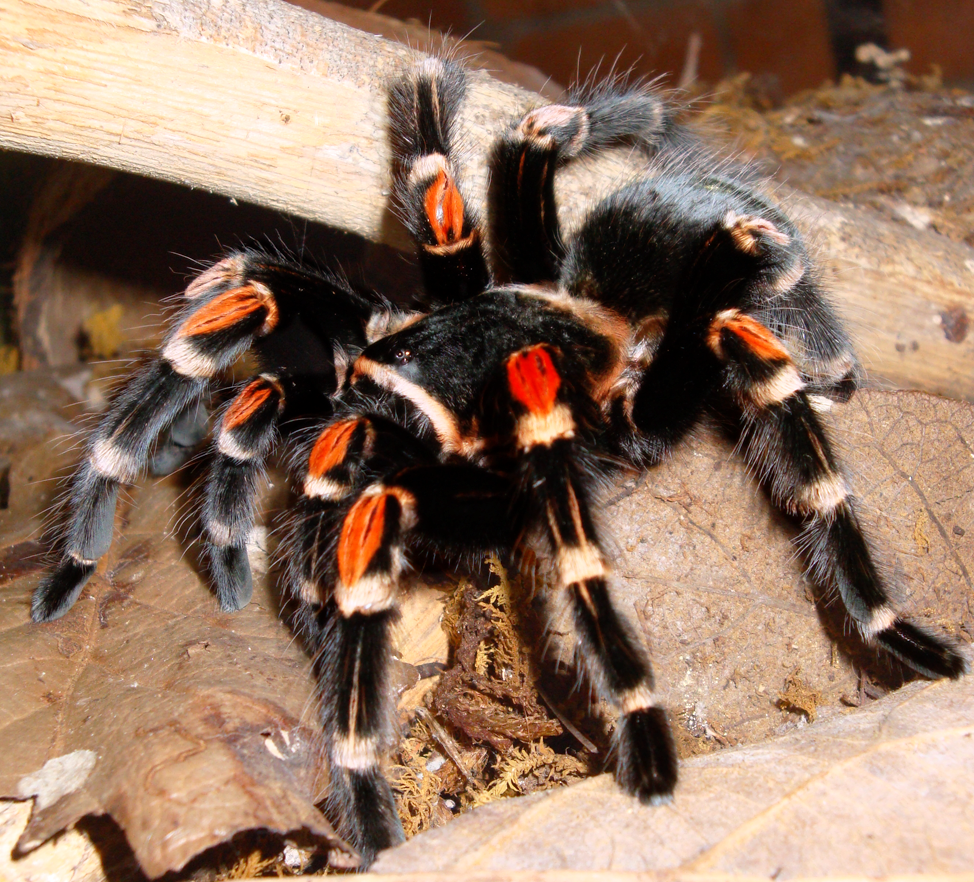
Brachypelma auratum
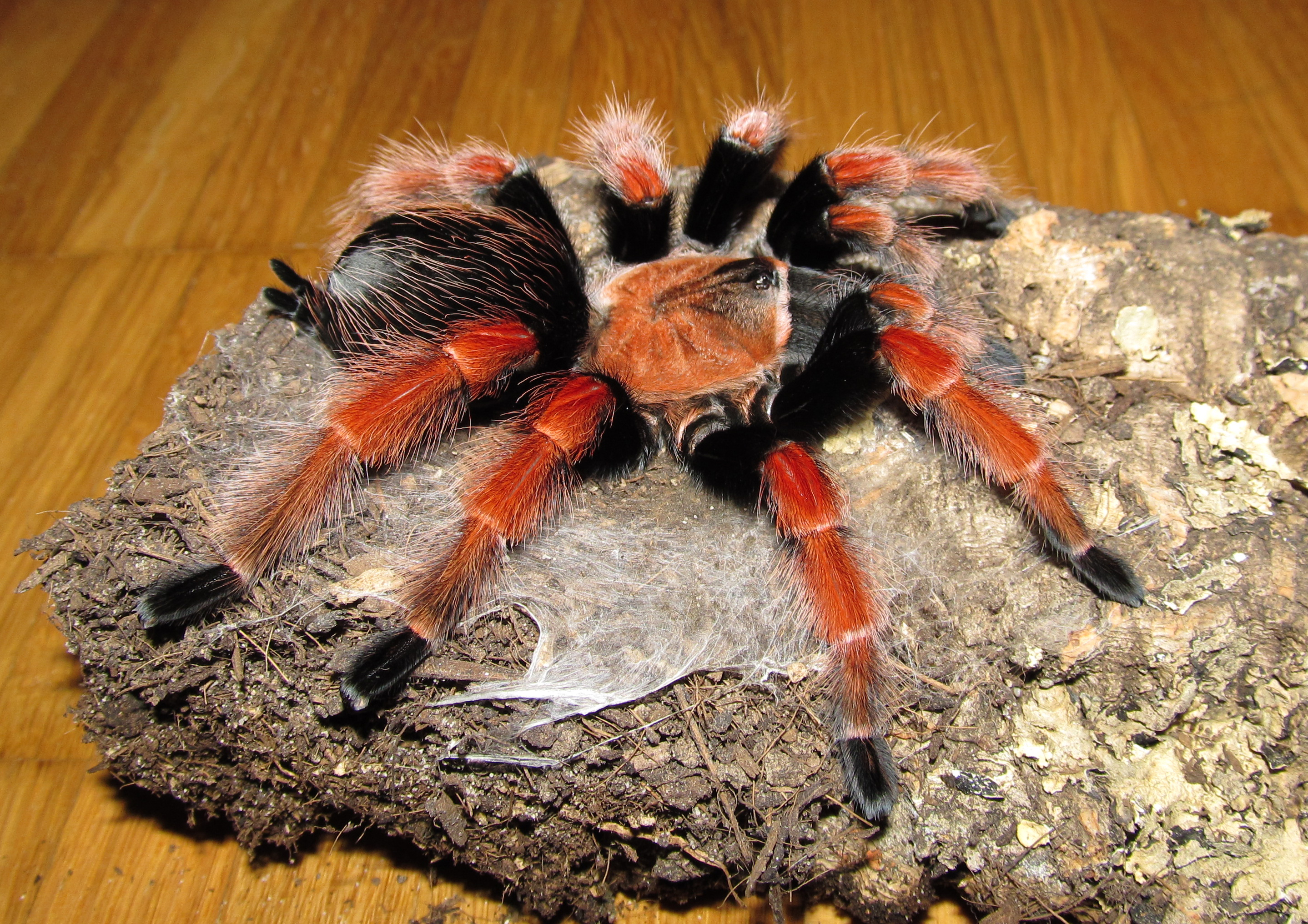
Brachypelma boehmei
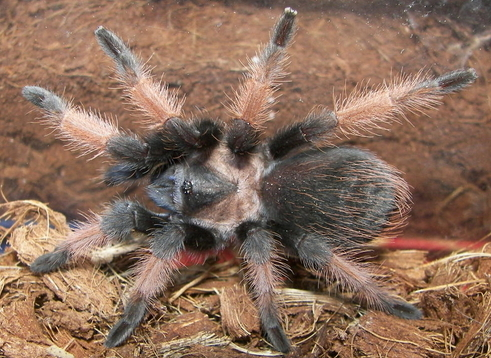
Brachypelma emilia
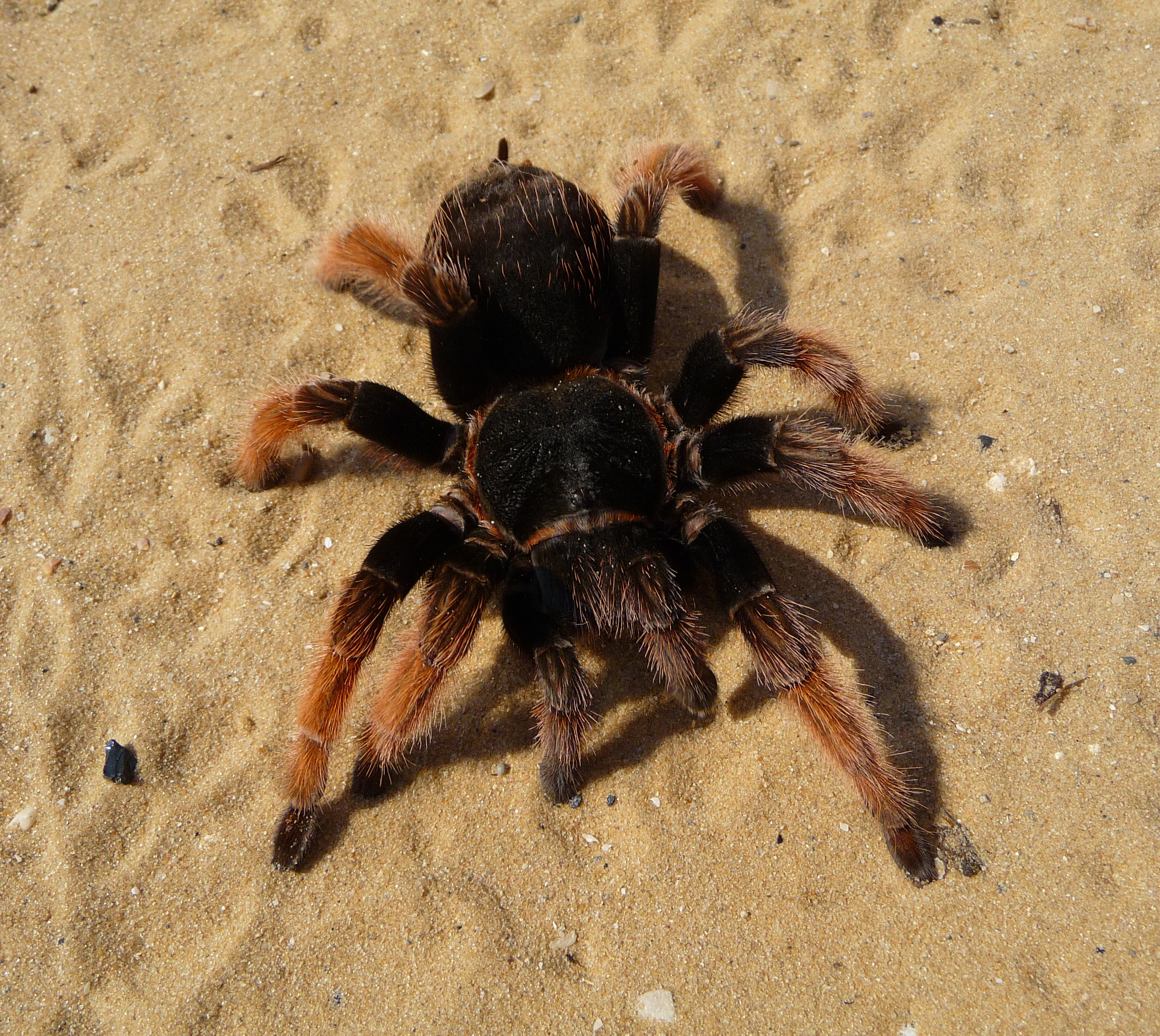
Brachypelma klaasi
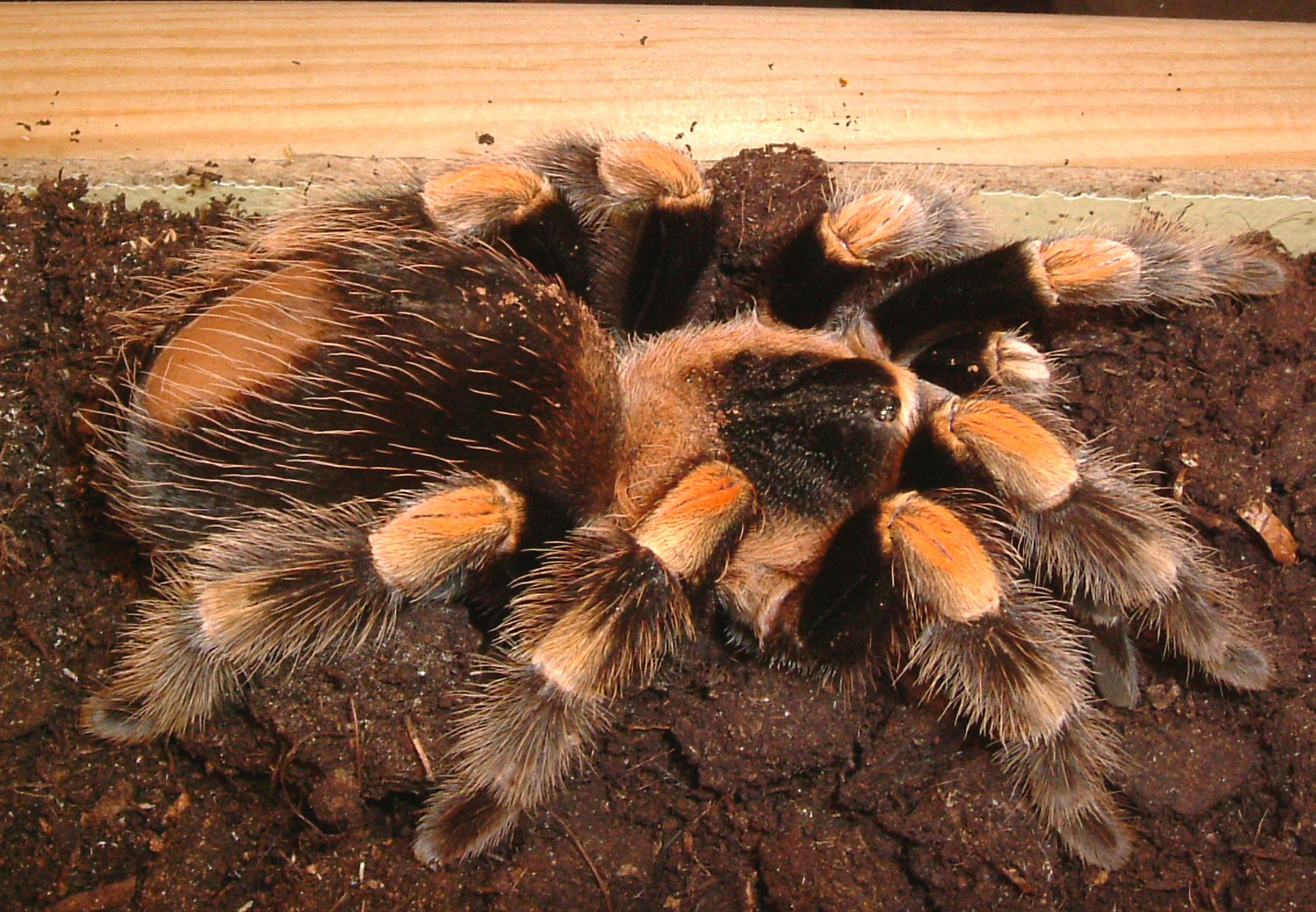
Brachypelma smithi

Nicht in Gruppen eingeordnet sind folgende zwei Arten:
- Brachypelma albiceps Pocock, 1903; Mexico
- Brachypelma andrewi Schmidt, 1992

Bei B. albiceps war die Gattungszuordnung lange Zeit umstritten, da sie starke Ähnlichkeiten zur Gattung Aphonopelma aufweist. Sie wird seit 2005 im World Spider Catalog nun wieder als Brachypelma geführt. Bei B. andrewi ist der Holotyp verschollen und die Herkunft ist unklar, weshalb der Artstatus zweifelhaft ist.